# Dying Victims Productions
Dying Victims Productions ist ein deutsches, seit 2009 bestehendes Musiklabel mit Sitz in Essen, das von Florian Grill gegründet wurde.

## Geschichte
Ausgangspunkt des Labels ist das 2006 ins Leben gerufene Fanzine Thrash Attack. Über diesen Weg baute Grill den Kontakt zu einer Reihe von Musikern auf und entwickelte mit der Zeit die Motivation, selbst Musik zu veröffentlichen. Als Inspiration zur Benennung des 2009 gegründeten Labels diente der zehnte und abschließende Song „Dying Victims“ des Kreator-Albums Endless Pain. Seit Mitte 2019, etwa neun Monate vor Beginn der COVID-19-Pandemie in Deutschland, führt Grill das Label in Vollzeit. Die grafischen Arbeiten (vom Layout für Alben bis hin zur Website) werden überwiegend von dem Künstler Harvest of Eyes umgesetzt.
Eigenen Aussagen zufolge konzentriert sich das Label vor allem auf Heavy, Speed und Thrash Metal sowie Black Metal und Death Metal der sogenannten ersten Welle, veröffentlicht aber gelegentlich auch Tonträger aus anderen Genres wie beispielsweise dem Hard Rock. Bei der konkreten Auswahl achtet Grill darauf, dass die Musik seinem persönlichen Geschmack entspricht. Erste Veröffentlichung war das Demo Cult of the Snake der Gelsenkirchener Band Iron Kobra als MC in einer Auflage von 333 Exemplaren, welche Grill selbst in Handarbeit duplizierte. Bezüglich der Formate aller weiteren Tonträger zielt er eigenem Bekunden nach darauf ab, selbst alle Vorlieben abzudecken oder bereits vorhandene Formate zu ergänzen. So erschien die 200. Veröffentlichung, die EP Azael. Chapter 1: Before the Trial von Insight, ebenfalls als MC.
Auf Nachfrage des Dortmunder Musikmagazins Rock Hard wurden aus der Frühphase die Singles von Attic (Satan’s Bride / Ghost of Dublin, Split-EP mit Walpurgis Night, 2012) und Borrowed Time (Fog in the Valley, 2011) als erfolgreiche Veröffentlichungen genannt sowie Hexenbrett, Megaton Sword und Aggressive Perfector als Beispiele jüngeren Datums.
Ergänzend zum Hauptlabel Dying Victims Productions für neue Musik hat Grill auch Relics from the Crypt als Sublabel ins Leben gerufen, um vor allem ältere Alben, darunter von Bands aus den 1980er Jahren, neu aufzulegen.

## Veröffentlichungen (Auswahl)

### Dying Victims Productions
| Interpret                 | Titel                            | Jahr | Format   | Kat.-Nr.  |
| ------------------------- | -------------------------------- | ---- | -------- | --------- |
| Bastardizer / Whipstriker | Strike of the Bastard            | 2015 | Split-EP | DVP61     |
| Bastard Priest            | Under the Hammer of Destruction  | 2015 | Album    | DVP 51    |
| Blackevil                 | Forever Baptised in Eternal Fire | 2020 | Album    | DVP 161   |
| Bunker 66                 | Beyond the Help of Prayers       | 2021 | Album    | DVP 181   |
| Bütcher                   | 666 Goats Carry My Chariot       | 2020 | Album    | DVP 146   |
| Evil                      | Possessed by Evil                | 2021 | Album    | DVP 178   |
| Hellkommander             | Death to My Enemies              | 2009 | Album    | D.V.P.05  |
| Indian Nightmare          | By Ancient Force                 | 2019 | Album    | DVP 131   |
| Iron Curtain              | Danger Zone                      | 2019 | Album    | DVP 139   |
| JT Ripper                 | Gathering of the Insane          | 2019 | Album    | DVP 111   |
| Knife                     | Knife                            | 2021 | Album    | DVP 192   |
| Metal Inquisitor          | Euthanasia by Fire               | 2013 | Single   | DVP 28    |
| Metalucifer               | Heavy Metal Ninja                | 2022 | Album    | DVP 207   |
| Natur                     | Afternoon Nightmare              | 2021 | Album    | DVP 182   |
| The Night Eternal         | Moonlit Cross                    | 2021 | Album    | DVP 199   |
| N.N.M.                    | Neanderthal Nöise Machine        | 2020 | Album    | DVP 120   |
| Nocturnal                 | Serpent Death                    | 2021 | Album    | DVP 185   |
| Occvlta                   | Night Without End                | 2017 | Album    | DVP 72    |
| Sacrifizer                | La Mort Triomphante              | 2019 | EP       | DVP 139   |
| Toxikull                  | Cursed and Punished              | 2020 | Album    | DVP 169   |
| Vulture                   | Ghastly Waves & Battered Graves  | 2019 | Album    | DVP 133   |
| Warhammer                 | No Beast So Fierce...            | 2010 | Album    | D.V.P.03  |
| Witchtrap                 | Dark Millenium                   | 2014 | EP       | D.V.P. 39 |
| Warlust                   | Sol Invictus In Umbrae Satanae   | 2024 | Album    | DVP 304   |

### Relics from the Crypt
| Interpret   | Titel                                               | Jahr | Format      | Kat.-Nr.  |
| ----------- | --------------------------------------------------- | ---- | ----------- | --------- |
| Mad Butcher | Metal Lightning Attack                              | 2020 | Album       | DVP-R 001 |
| MP          | Bursting Out (The Beast Became Human)               | 2021 | Album       | DVP-R 002 |
| MP          | Get It Now                                          | 2021 | Album       | DVP-R 003 |
| Xandril     | The Vision of Rotting Darkness: The Demos 1983–1988 | 2021 | Kompilation | DVP-R 004 |
| Breathless  | Breathless                                          | 2021 | Album       | DVP-R 005 |
| Sacrifice   | Total Steel                                         | 2021 | Album       | DVP-R 006 |
| Mad Butcher | Metal Meat                                          | 2021 | Album       | DVP-R 007 |